# Joël Vernet
Pour les articles homonymes, voir Vernet.
Joël Vernet est un écrivain et poète français né le 22 août 1954 au Puy-en-Velay (Haute-Loire).

## Biographie

### Jeunesse et formation
Joël Vernet passe une vingtaine d'années dans  un petit bourg de la Margeride, aux confins de la Haute-Loire et de la Lozère, vivant entre une ferme et une maison de village. Il effectue ses années de lycée au Puy-en-Velay où il est interne. Il entre ensuite à l'université de Lyon où il entreprend des études de philosophie, de psychologie et de sciences politiques.

### Voyages
Dès les années 1970, il entreprend plusieurs voyages à travers le monde, plutôt des sortes de vagabondages qui le conduiront en Afrique, Asie, Europe, dans le désert saharien et dans le nord du Mali, à Gao.
Il rencontre l’écrivain malien Amadou Hampâté Bâ à Abidjan, qui l’invite — sans succès — à se convertir à l’islam. Il vit alors à Treichville, quartier populaire d’Abidjan et partage la vie de quelques amis africains. C'est l'époque de ses premières tentatives d’écriture. Dans les années 1980, il voyage en Égypte et au Soudan.

### Écriture, radio
Il découvre l’œuvre de François Augiéras, à qui il consacrera l'ouvrage  François Augiéras, l'aventurier radical, en 2004, et L'Ermite et le vagabond en 2010.
Il commence à produire des émissions pour France Culture de 1986 à 1990, dont Les Nuits magnétiques ou  Les chemins de la connaissance. Il consacre notamment des émissions à l'écrivain malien Amadou Hampâté Bâ en direct de Bandiagara (Mali), au Burkina Faso.
Il crée en 1986 avec Philippe Arbazaïr, conservateur à la BNF, la revue Noir sur Blanc dans laquelle de nombreux artistes contemporains du monde entier, poètes, peintres et photographes, sont publiés.
Dès 1988, il commence à publier ses premiers livres grâce à Michel Camus et Claire Tiévant chez Lettres Vives ou Bruno Roy, directeur des éditions Fata Morgana. Il rencontre le peintre Jean-Gilles Badaire, les photographes Bernard Plossu, Françoise Nuñez, Michel Castermans, Jean-Luc Meyssonnier, le poète Vincent La Soudière (chez qui il habite quelque temps), Pierre Verger et d’autres artistes.

Il écrit en 1994 (repris dans Carnets du lent chemin en 2019) : 

« Je me suis tenu là, tout au long des années, avec des mots, de simples mots. Je n’ai en rien cédé à l’époque. Chaque jour, j’ai payé cher de m’être rendu invisible. Piéton parmi les milliards de passants. Je n’ai, au fond, jamais embrassé de carrière, voulant vivre comme un enfant. J’ai étouffé en moi toute ambition. J’ai lutté pied à pied contre l’orgueil, la vanité. Je me suis réduit à rien. »

### Nouveaux voyages et publications
À l’automne 1997, il séjourne trois  mois à Montréal, à l’invitation de l’Agence Rhône-Alpes du livre et de l’Union des écrivains québécois.
Il vit pendant deux ans à Alep à partir de l’automne 1999, découvrant l’est de la Turquie et le désert syrien. En 2001, il obtient la bourse d’année sabbatique du Centre national du livre pour l’ensemble de son œuvre.
Il retourne au Québec en 2003 à l’invitation de la Maison de la Poésie de cette ville. En avril 2004, il est invité par le service culturel de l’ambassade de France au Bahreïn pour une série de lectures et conférences.
En 1999, il publie Lettre pour un très lent détour. Voyages au Mali, avec des photographies de Bernard Plossu. En 2005 paraîtra, avec des photographies de Michel Castermans, La Montagne dans le dos. Impressions du pays dogon, livre qui est le fruit de ses années de voyages dans cette partie du monde.
Il a dirigé un numéro des éditions Autrement consacré aux pays du Sahel (entretiens avec Théodore Monod, René Dumont et d’autres africanistes de renom).
En octobre 2004, il édite avec Marie-Ange Sébasti, chercheuse à La Maison de l’Orient de Lyon, un livre collectif sur le site d'Ougarit en Syrie, Ougarit, la Terre, le ciel, à l’occasion de l’exposition que le musée des Beaux-Arts de Lyon consacre à cette ville antique.

### Reconnaissance
Méconnu d'un large public, Joël Vernet est une des voix importantes de la poésie française contemporaine.
Il est lauréat du prix Heredia 2021 de l'Académie française pour L'oubli est une tache dans le ciel.
Il se voit attribuer en mars 2025, le Grand prix de poésie Robert Ganzo 2025 pour son livre, Mon père se promène dans les yeux de ma mère, Ed. La rumeur libre, et l'ensemble de son œuvre.

## Réception critique
Joël Vernet a publié aux éditions Lettres Vives, Fata Morgana, Cadex Éditions, L’Escampette, Le Temps qu’il fait, La Part commune, ou La Part des anges.
Comme l'écrit Marine Landrot en 2019 dans le magazine Télérama : « L’abondance des recueils publiés chez divers éditeurs de qualité confirme que l’intérêt pour la poésie de cet homme discret n’a jamais cessé de vibrer. Mais, en lui et autour de lui, le silence a toujours primé, source de recueillement comme d’angoisse. »
Ses carnets Le Regard du cœur ouvert. Des carnets (1978-2002) sont publiés en 2009. Selon l'avis critique du magazine Le Matricule des anges : « Tout le Journal oscille entre cette aspiration à se saisir des paysages, des saisons — fut-ce dans le retrait et la solitude car la vie sociale de l’écrivain est réduite — et l’impression que vivre n’est qu’une entreprise de dépossession de soi et des autres. Au sein de ce déchirement, l’art, "c’est-à-dire la vie en feu", est un tuteur, dont l’exigence le tient debout et donne précisément un sens à cette difficulté. »
Pour Jérôme Garcin dans son avis sur l'ouvrage dans Le Nouvel Observateur : « Les livres de ce poète aux semelles de vent sont des relations de voyage, des carnets de contemplatif, des "Papiers collés", selon le mot de Georges Perros. De ceux de Joël Vernet jaillit un chant très pur sans cesse menacé par le silence. »
En 2015, il publie Cœur sauvage, lettre à Marina Tsvetaeva, sur les traces de la poète russe (1892-1941).
Pour Alain Roussel en 2018 dans son avis critique de l'ouvrage La Vie buissonnière sur En attendant Nadeau : « Lire Joël Vernet, c’est entrer dans une complicité. Il a l’art de faire de nous son confident. Cela tient sans doute à cette façon qu’il a, dans presque tous ses livres, d’écrire comme on écrit des lettres, à nous, à sa mère, à lui-même, à l’enfance, à "la vie nue", à la lumière, au silence, à l’Afrique, à la moindre chose sur laquelle son regard se pose, à l’univers entier. »
Paraissent en 2019 Carnets du lent chemin. Copeaux (1978-2016). L'avis critique de Télérama souligne : « Copeaux, indique le sous-titre. Autrement dit, chutes, débris, beaux restes. [...] Un large laps de temps consacré à forer, graver, raboter, polir, pour que brille l’essence des mots. Du bois sans faille dont on taille les grands poètes, Joël Vernet a donc ramassé chaque jour les morceaux d’écorce tombés de sa table d’écriture, entre 24 et 62 ans, mû par une nécessité intérieure absolue qui le rend proche de Charles Juliet. »
La critique de Marine Landrot se termine sur ce paragraphe : « Si la nature omniprésente délivre ses messages à la plume de Joël Vernet, le poète accorde une plus haute importance à son prochain. La bienveillance solidaire, qu’il exprime en secret envers tous les humains, procure une grande paix à ceux qui le lisent, heureux de savoir qu’il se trouve quelque part un poète pour éclairer leur route nuit et jour. Alors, "désencombré de soi, toute la joie affleure dans notre sang et c’est pur miracle". »
La nuit n'éteint jamais nos songes est publié en 2021. Pour Le Matricule des anges, l'ouvrage « rassemble les feuillets d’une vie devenue livre. Le lecteur ne trouvera là aucune leçon de vérité, mais l’intuition d’un homme qui depuis l’enfance traverse "les nuits une torche à la main". L’auteur évoque l’éveil de sa sensibilité à la nature, son enfance passée à la campagne, qui fut marquée par la mort de son père. »
Pour Alain Roussel dans son avis sur En attendant Nadeau : « Si Joël Vernet écrit au présent [...] il peut aussi voyager loin dans sa mémoire. "Les braises de l’enfance couvent à chaque page", dit-il. Il les ranime en quelques évocations vibrantes, faisant renaître par l’écriture tous les lieux, toutes les sensations éprouvées, toutes les émotions, même celles qu’il voudrait oublier pour "terrasser sa souffrance", telle la mort accidentelle du père qui vient "vous foudroyer pour la vie entière". »

## Œuvres

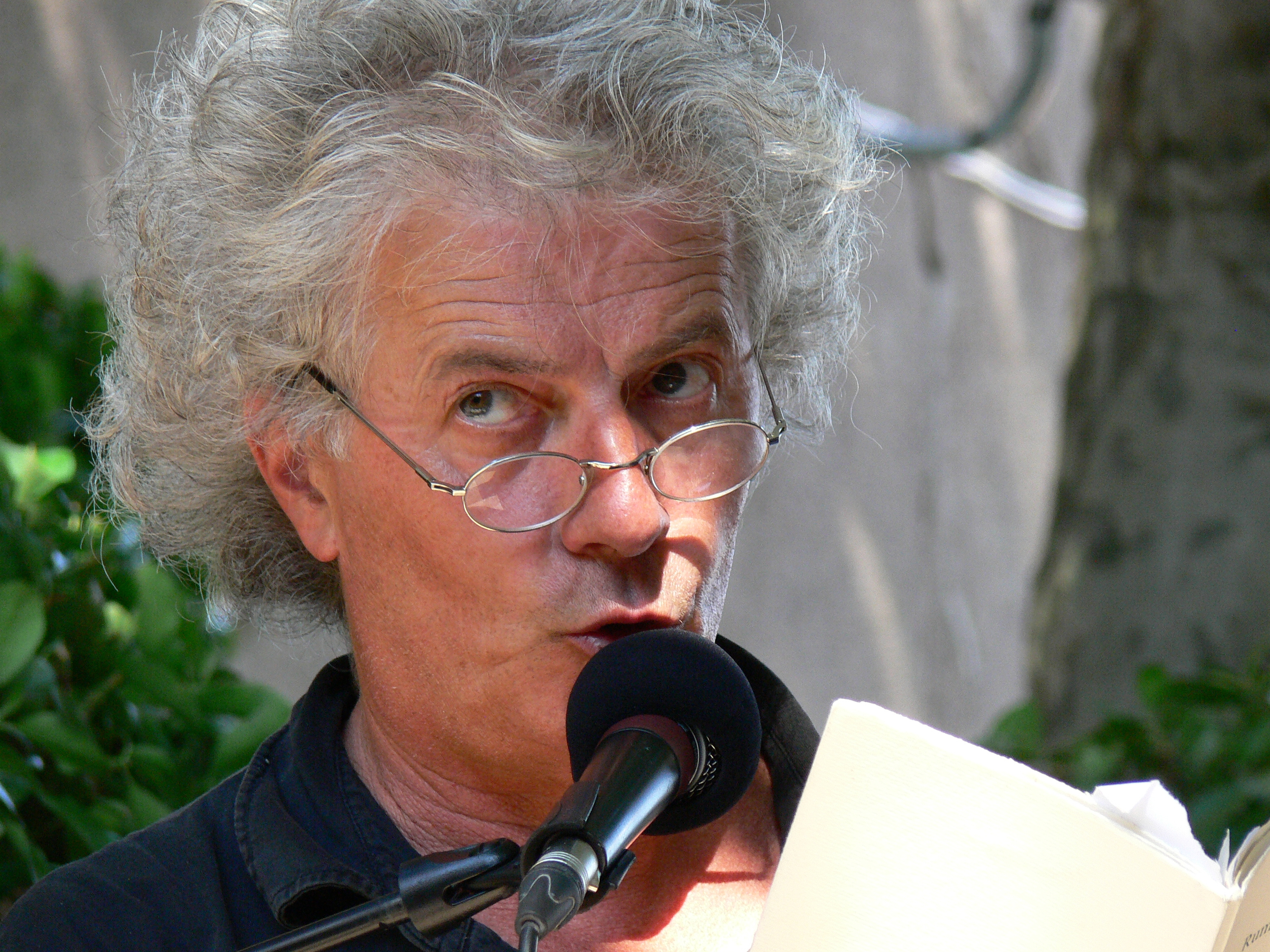
Sète, 2014

- J'ai épuisé la ville, Éditions Brandes, 1985
- Lettre de Gao, Lettres Vives, 1988
- Lâcher prise, Noël Blandin, 1992
- Lettre d'Afrique à une jeune fille morte, Noël Blandin, 1992
- Lettre à l’abandon dans un jardin, Fata morgana, 1994
- Totems de sable, Fata morgana, 1995
- La main de personne, Fata morgana, 1997
- La vie nue, Lettres Vives, 1997
- Petit traité de la marche en saison des pluies[15], Fata Morgana, 1999 ; et rééd.
- Les jours sont une ombre sur la terre, Lettres Vives, 1999
- Lettre pour un très lent détour, Voyages au Mali (Photographies Bernard Plossu), Éditions Filigranes, 1999
- Le silence n'est jamais un désert, Lettres Vives, 2000
- Sous un toit errant, Fata morgana, 2000
- Au bord du monde - Entre Haute-Loire et Lozère, éditions du Laquet, puis Éditions Tertium, 2001
- La journée vide, Lettres Vives, 2001
- Lettre d'Afrique à une jeune fille morte, Fata morgana/Cadex, 2002
- La nuit errante[3],[9], Lettres Vives, 2003
- Lâcher prise, Escampette, 2004
- La lumière effondrée, Lettres Vives, 2004
- François Augiéras, l'aventurier radical, 2004
- Visage de l'absent, Escampette, 2005
- La montagne dans le dos, Impressions du pays dogon (Photographies Michel Castermans), Éd. Le Temps qu'il fait, 2005
- L'abandon lumineux, Lettres Vives, 2006
- Chemins, fougères et détours. Un tour du monde en Ardèche, La Part des Anges, 2007
- L'homme de la scierie sous la pluie, Circa 1924, 2007
- Une barque passe près de ton seuil, La Part Commune, 2008
- Le désert où la route prend fin, Escampette, 2008
- Marcher est ma plus belle façon de vivre, La Part des Anges, 2008 ; rééd. L'Escampette, 2014
- Celle qui n'a pas les mots, Lettres Vives, 2009
- Le regard du cœur ouvert, Des carnets (1978-2002)[11],[2], La Part commune, 2009
- Le Séjour invisible, Escampette, 2009
- L'ermite et le vagabond[5], Escampette, 2010 - ouvrage autour de François Augiéras
- Pourquoi dors-tu, Jonas, parmi les jours violents, La Part commune, 2011
- Vers la steppe, Lettres Vives, 2011
- Journal fugitif au Moyen-Orient, Vers Alep, Photographies de Françoise Nuñez et Bernard Plossu, Le Temps qu'il fait, 2012
- Rumeur du silence[15], Fata morgana, 2012
- L'instant est un si bref éclat, Circa 1924, 2013
- Si un cobra vous regarde dans les yeux, Conte malien et autres diableries, Tertium Éditions, 2013
- Les Petites Heures, Lettres Vives, 2014
- Cœur sauvage, lettre à Marina Tsvetaeva[12], L'Escampette, 2015
- Nous ne voulons pas attendre la mort dans nos maisons, mini zoé, Éd. Zoé, 2015
- L'Adieu est un signe, Fata morgana, 2015
- La vie tremblante, hommage à Christian Dotremont[16], Le Paresseux éditeur, 2015
- Lettre ouverte à un marcheur déraisonnable, Le Réalgar, 2016
- La vie buissonnière[4], Fata morgana, 2017
- Nous partons tous, Epopée pour le théâtre, La Rumeur libre, 2018
- Terres nues, Photographies de Jean Hervoche, Editions de juillet, 2018
- Le silence du soleil, (Peintures de Jean-Gilles Badaire), Le Réalgar, 2018
- Carnets du lent chemin. Copeaux (1978-2016)[8], La Rumeur libre, 2019
- L'oubli est une tache dans le ciel, Fata morgana, 2020 Prix Heredia 2021[10] de l'Académie française.
- Mon père se promène dans les yeux de ma mère, La Rumeur libre, 2020
- La nuit n'éteint jamais nos songes[13],[14], Lettres Vives, 2021
- Marcher est ma plus belle façon de vivre, Éditions la rumeur libre, 2021
- Vivre, cette splendeur sauvage, Entretiens, La rumeur libre, 2023
- Œuvres poétiques1, Voir est vivre, (Poèmes et petites proses, 1985-2021) La rumeur libre, 2023
- Regard perdu, Pour dire une photographie de MariBlanche Hannequin, Les petites allées, 2023
- Journal d'un contemplateur, dessins de Vincent Bebert, Editions Fata morgana, 2023
- Copeaux du dehors, dessins de Vincent Bebert, Editions Fata morgana, 2025
- Récits 1, Le Séjour invisible, La rumeur libre, 2025
- Ce peu que les yeux voient, La rumeur libre, 2025

Préfaces/postfaces, ouvrages collectifs
- Pays du Sahel (dir. Joël Vernet), Éd. Autrement, 1994
- Le pays d'en haut photographies de Jean-Luc Meyssonnier, Éditions du Chassel, 2011 (Texte)
- Dictionnaire impertinent du pays de Saugues en Gévaudan, Bernard Lonjon, Éditions du Roure, 2015 (Préface)
- Un printemps sans vie brûle, avec Pier Paolo Pasolini, Éditions La Passe du vent, 2015 (Texte)
- J'ai cessé de me désirer ailleurs, pour saluer André Breton, Éditions La Passe du vent, 2016 (Texte)
- La Haute-Loire, de toute façon, Éditions à Hauteur d'Homme, 2017 (Préface)
- Les couleurs du silence, Laurent Haond, Editions du Chassel, 2019 (Préface)

### Critiques
- Jean-Claude Leroy sur Carnets d'un long chemin, blogs.mediapart.fr
- Jean-Claude Leroy sur Copeaux du dehors, https://blogs.mediapart.fr/jean-claude-leroy/blog/280425/trois-hivers-dans-les-balkans-avec-joel-vernet